# Front de Crimée
Le front de Crimée (en russe : Крымский фронт) était un front de l'Armée rouge durant la Seconde Guerre mondiale. Il eut pour seul commandant Dmitri Timofeïevitch Kozlov. Il était composé des 44e (en), 47e, et 51e  armées. Il contrôlait également le District militaire du Nord-Caucase, la flotte de la mer Noire, la région de défense de Sébastopol, la flottille d'Azov, et la base navale de Kertch.
Il fut formé le 28 janvier 1942 à partir du front du Caucase, et comprenait les armées alors dans les péninsules de Kertch et de Taman, ainsi que la région de Krasnodar. Il avait également le contrôle opérationnel d'autres forces.
Sa tâche était d'appuyer les troupes de la zone de défense de Sébastopol, en frappant à Karassoubazar et en menaçant les arrières des forces de l'Axe qui assiégeaient Sébastopol. Ses troupes attaquèrent trois fois entre le 27 février 1942 et le 13 avril mais sans gains significatifs, avant d'être forcées à se mettre sur la défensive. Le 21 avril 1942, les troupes du Nord Caucase lui furent rattachées.
Le 8 mai 1942, les Allemands lancèrent une offensive sur la péninsule de Kertch et la prirent le 16 mai, forçant l'évacuation des troupes vers la péninsule de Taman. Les troupes qui n'étaient pas en mesure de se replier combattirent à Adzhimushkay (en) jusqu'à la fin octobre de la même année, sans réserves significatives de nourriture, d'eau, de médicaments, d'armes ou de munitions.
L'Armée rouge perdit plus de 300 000 hommes et de grandes quantités d'armes lourdes, dans les tentatives de débarquement à Kertch. Ces échecs furent une des causes majeures de la perte de Sébastopol, et facilitèrent l’offensive allemande d'été dans le Caucase. Le 19 mai 1942, le front de Crimée fut dissous, et ses troupes rattachées au commandement du front du Nord-Caucase.